# Dicaeum nigrilore
Pica-flor-de-mindanau (Dicaeum nigrilore) é uma espécie de ave da família Dicaeidae.
É endémica das Filipinas.
Os seus habitats naturais são: regiões subtropicais ou tropicais húmidas de alta altitude.